# هايدي فرانز
هايدي فرانز (بالإنجليزية: Heidi Franz)‏ هي دراجة أمريكية، ولدت في 14 يناير 1995.

## وصلات خارجية
- هايدي فرانز على موقع الاتحاد الدولي للدراجات (الإنجليزية)
- هايدي فرانز على موقع إحصائيات الدراجات الإحترافية (الإنجليزية)
- هايدي فرانز على موقع نسبة الدراجات (الإنجليزية)